# Kallojärvi (Gällivare socken, Lappland, 746948-174179)
Kallojärvi är en sjö i Gällivare kommun i Lappland och ingår i Kalixälvens huvudavrinningsområde. Sjön har en area på 0,0712 kvadratkilometer och ligger 304,8 meter över havet.

## Delavrinningsområde
Kallojärvi ingår i det delavrinningsområde (746861-174300) som SMHI kallar för Ovan Suongerojoki. Medelhöjden är 377 meter över havet och ytan är 49,84 kvadratkilometer. Räknas de 3 avrinningsområdena uppströms in blir den ackumulerade arean 101,21 kvadratkilometer. Valtiojoki som avvattnar avrinningsområdet har biflödesordning 4, vilket innebär att vattnet flödar genom totalt 4 vattendrag innan det når havet efter 203 kilometer. Avrinningsområdet består mestadels av skog (71 procent) och sankmarker (28 procent). Avrinningsområdet har 0,11 kvadratkilometer vattenytor vilket ger det en sjöprocent på 0,2 procent.